# Carlos Renato Frederico
Carlos Renato Frederico, detto Renato (Morungaba, 21 febbraio 1957), è un ex calciatore brasiliano, di ruolo centrocampista.

## Caratteristiche tecniche
Giocava come centrocampista offensivo e attaccante. Segnava molti gol di testa grazie alla sua statura.

## Carriera

### Club
Iniziò la carriera nel 1975 con il Guarani di Campinas, nello stato di San Paolo, con il quale vinse il campionato brasiliano 1978 e si mise in evidenza a livello nazionale, guadagnandosi prima la convocazione nel Brasile di Cláudio Coutinho e poi il trasferimento al San Paolo, dove rimase fino al 1984 vincendo due campionati statali consecutivi nei suoi primi due anni nel club. Nel 1985 giocò nel Botafogo, uscendo quindi dallo Stato paulista per trasferirsi a Rio; nel 1986 poi si trasferì all'Atlético Mineiro, cambiando nuovamente stato.
Nel 1989 espatriò e fu acquistato dal Nissan Motors, squadra giapponese con cui vinse un campionato nazionale; tornato in Brasile, giocò fino ai quarant'anni, ritirandosi con la maglia del Taubaté.

### Nazionale
Ha giocato 22 partite con il Brasile, marcando 3 gol. Venne incluso nella lista di convocati per Spagna 1982, tuttavia non giocò alcuna partita.

## Palmarès

### Club

#### Competizioni nazionali
- Campionato brasiliano: 1

Guarani: 1978
- Campionato paulista: 2

San Paolo: 1980, 1981
- Campionato Mineiro: 2

Atlético-MG: 1986, 1988
- Campionato giapponese: 1

Nissan Motors: 1990
- Coppa del Giappone: 3

Nissan Motors: 1990, 1992, 1993

#### Competizioni internazionali
- Coppa delle Coppe dell'AFC: 1

Nissan: 1991-1992

### Individuale
- Bola de Prata: 1

1987
- Capocannoniere del campionato giapponese di calcio: 2

1989-1990 (17 gol), 1990-1991 (10 gol)